# Paris-Nice 1968
Paris-Nice 1968 est la 26e édition de la course cycliste Paris-Nice. La course a lieu entre le 7 mars et le 15 mars 1968. Cette édition est remportée pour la première fois par un coureur allemand, Rolf Wolfshohl de l'équipe Bic. Ferdinand Bracke (Peugeot-BP-Michelin) et Jean-Louis Bodin (Frimatic-Wolber-De Gribaldy) complètent le podium.

## Parcours
Le parcours est tracé sur 1 461 kilomètres et divisé en 10 étapes et un prologue. Les quatrième et huitième étapes sont divisées en deux secteurs. Le Mont Faron est franchi pour la première fois au cours de la septième étape. Une marque de skis donne un prix au meilleur descendeur du Mont Faron. Lucien Aimar le remporte devant Jacques Anquetil et Jan Janssen.

## Participants
Dans cette édition de Paris-Nice, 88 coureurs participent divisés en 11 équipes : Peugeot-BP-Michelin, Pelforth-Sauvage-Lejeune, Faema, Bic, Smith's, Mercier-BP-Hutchinson, Willem II-Gazelle, Zimba-Automatic, Flandria-De Clerck, Frimatic-Wolber-De Gribaldy et Caballero. L'épreuve est terminée par 59 coureurs.
Wolfshohl est contrôlé positif lors du championnat du monde de cyclo-cross, mais il est autorisé à prend part à Paris-Nice et Milan-San Remo. En effet, il n'a pas reçu le courrier lui indiquant sa suspension.
Initialement, Jacques Anquetil ne devait pas participer à l'épreuve en raison de problèmes avec son directeur sportif Raphaël Géminiani. Mais, l'intervention de sa femme et de son représentant, Christian Darras, résout le problème et il prend finalement part à la course.

## Déroulement de la course
La course commence par un court prologue. Disputé de nuit à une température de deux degrés en dessous de zéro, il ne crée pas de différences. Charly Grosskost gagne avec quatre dixièmes de seconde d'avance sur Eddy Merckx et devient le premier leader de cette édition.
Avant la première étape, une minute de silence est respectée en mémoire du vainqueur de l'année précédente Tom Simpson. La victoire est pour Leo Duyndam qui est le plus rapide d'un groupe qui prend onze secondes aux favoris. Avec cette petite différence, Harry Steevens - troisième sur la ligne d'arrivée - devient le nouveau leader. Le lendemain, il perd sa première place au profit de Merckx. La troisième étape est remportée par le Belge Valere Van Sweevelt qui s'impose dans un groupe d'échappé comprenant notamment le futur directeur du Tour de France Jean-Marie Leblanc.
Le lendemain, les coureurs font face à une étape divisée en deux secteurs. Dans le contre-la-montre par équipes du premier secteur, Merckx étend son avance en tête du classement général, grâce à la victoire de son équipe. Néanmoins, dans le deuxième secteur, il abandonne en raison de problèmes au genou gauche. Ferdinand Bracke devient le nouveau leader de l'épreuve avec plus d'une minute d'avance.
Bracke garde le maillot blanc de leader tandis que la cinquième étape est gagnée par Jan Janssen avec plus de trois minutes d'avance. Après une étape au sprint remportée par Walter Godefroot, se déroule la septième étape décisive. Sur la montée du Mont Faron, Rolf Wolfshohl laisse derrière Bracke et prend la tête de l'épreuve. L'Allemand aborde favorablement le dernier jour de course divisé en deux secteurs. Dans le premier secteur, José Samyn, membre de l'échappée s'impose. Dans la dernière étape, avec une arrivée sur la Promenade des Anglais, Bracke gagne et récupère 55 secondes sur Wolfshohl. Ces secondes récupérées sont insuffisantes, l'Allemand ayant près de quatre minutes d'avance au général.

## Étapes
| Étapes                | Date    | Villes étapes                 | Km       | Vainqueur d’étape   | Leader du classement général |
| --------------------- | ------- | ----------------------------- | -------- | ------------------- | ---------------------------- |
| Prologue              | 7 mars  | Athis-Mons (clm)              | 4 km     | Charly Grosskost    | Charly Grosskost             |
| 1re étape             | 8 mars  | Athis-Mons - Blois            | 185 km   | Léo Duyndam         | Harry Steevens               |
| 2e étape              | 9 mars  | Blois - Nevers                | 189 km   | Walter Godefroot    | Eddy Merckx                  |
| 3e étape              | 10 mars | Nevers - Marcigny             | 175 km   | Valere Van Sweevelt | Eddy Merckx                  |
| 4e étape, 1er secteur | 11 mars | Marcigny - Charlieu (clm)     | 40 km    | Faema               | Eddy Merckx                  |
| 4e étape, 2e secteur  | 11 mars | Charlieu - Saint-Étienne      | 135 km   | Valere Van Sweevelt | Ferdinand Bracke             |
| 5e étape              | 12 mars | Saint-Étienne - Bollène       | 197 km   | Jan Janssen         | Ferdinand Bracke             |
| 6e étape              | 13 mars | Pont-Saint-Esprit - Marignane | 212 km   | Walter Godefroot    | Ferdinand Bracke             |
| 7e étape              | 14 mars | Marignane - Toulon            | 129,5 km | Wilfried David      | Rolf Wolfshohl               |
| 8e étape, 1er secteur | 15 mars | Toulon - Antibes              | 147 km   | José Samyn          | Rolf Wolfshohl               |
| 8e étape, 2e secteur  | 15 mars | Antibes - Nice (clm)          | 29,7 km  | Ferdinand Bracke    | Rolf Wolfshohl               |

## Résultats des étapes

### Prologue
7-03-1968. Athis-Mons, 4 km (clm).
|    | Cycliste            | Équipe                   | Temps      |
| -- | ------------------- | ------------------------ | ---------- |
| 1  | Charly Grosskost    | Bic                      | 5 min 06 s |
| 2  | Eddy Merckx         | Faema                    | m.t.       |
| 3  | Cyrille Guimard     | Mercier-BP-Hutchinson    | + 5 s      |
| 4  | Jos van der Vleuten | Peugeot-BP-Michelin      | m.t.       |
| 5  | Jacques Anquetil    | Bic                      | m.t.       |
| 6  | Raymond Poulidor    | Mercier-BP-Hutchinson    | + 7 s      |
| 7  | Claude Guyot        | Pelforth-Sauvage-Lejeune | m.t.       |
| 8  | Ferdinand Bracke    | Peugeot-BP-Michelin      | + 8 s      |
| 9  | Bernard Guyot       | Pelforth-Sauvage-Lejeune | + 9 s      |
| 10 | Harry Steevens      | Willem II-Gazelle        | m.t.       |

### 1reétape
8-03-1968. Athis-Mons-Blois, 185 km.
|    | Cycliste            | Équipe                   | Temps           |
| -- | ------------------- | ------------------------ | --------------- |
| 1  | Léo Duyndam         | Smith's                  | 4 h 01 min 01 s |
| 2  | Michael Wright      | Bic                      | m.t.            |
| 3  | Harry Steevens      | Willem II-Gazelle        | m.t.            |
| 4  | Rolf Wolfshohl      | Bic                      | m.t.            |
| 5  | Victor Van Schil    | Faema                    | m.t.            |
| 6  | Willy Monty         | Pelforth-Sauvage-Lejeune | + 5 s           |
| 7  | Edward Sels         | Bic                      | + 11 s          |
| 8  | Guido Reybrouck     | Faema                    | m.t.            |
| 9  | Eddy Merckx         | Faema                    | m.t.            |
| 10 | Valere Van Sweevelt | Smith's                  | m.t.            |

### 2eétape
9-03-1968. Blois-Nevers 189 km.
|    | Cycliste               | Équipe                      | Temps           |
| -- | ---------------------- | --------------------------- | --------------- |
| 1  | Walter Godefroot       | Flandria-De Clerck          | 4 h 48 min 51 s |
| 2  | Edward Sels            | Bic                         | m.t.            |
| 3  | Eddy Merckx            | Faema                       | m.t.            |
| 4  | Michael Wright         | Bic                         | m.t.            |
| 5  | Léo Duyndam            | Smith's                     | m.t.            |
| 6  | Carmine Preziosi       | Frimatic-Wolber-De Gribaldy | m.t.            |
| 7  | Georges Van Coningsloo | Peugeot-BP-Michelin         | m.t.            |
| 8  | Maurice Izier          | Frimatic-Wolber-De Gribaldy | m.t.            |
| 9  | Frans Brands           | Smith's                     | m.t.            |
| 10 | Jean-Louis Bodin       | Frimatic-Wolber-De Gribaldy | m.t.            |

### 3eétape
10-03-1968. Nevers-Marcigny 185 km.
|    | Cycliste            | Équipe                   | Temps           |
| -- | ------------------- | ------------------------ | --------------- |
| 1  | Valere Van Sweevelt | Smith's                  | 4 h 49 min 37 s |
| 2  | Christian Robini    | Mercier-BP-Hutchinson    | m.t.            |
| 3  | Wim Schepers        | Caballero                | m.t.            |
| 4  | Willy Maes          | Flandria-De Clerck       | m.t.            |
| 5  | Jean-Marie Leblanc  | Pelforth-Sauvage-Lejeune | m.t.            |
| 6  | Rik Van Looy        | Willem II-Gazelle        | + 29 s          |
| 7  | Edward Sels         | Bic                      | m.t.            |
| 8  | Harry Steevens      | Willem II-Gazelle        | m.t.            |
| 9  | Gerben Karstens     | Peugeot-BP-Michelin      | m.t.            |
| 10 | Jan Janssen         | Pelforth-Sauvage-Lejeune | m.t.            |

### 4eétape,1ersecteur
11-03-1968. Marcigny-Charlieu, 40 km. CRE
|    | Équipe                      | Temps        |
| -- | --------------------------- | ------------ |
| 1  | Faema                       | 57 min 58 s  |
| 2  | Bic                         | + 3 s        |
| 3  | Pelforth-Sauvage-Lejeune    | + 26 s       |
| 4  | Smith's                     | + 33 s       |
| 5  | Peugeot-BP-Michelin         | + 1 min 06 s |
| 6  | Willem II-Gazelle           | + 2 min 00 s |
| 7  | Zimba-Automatic             | + 3 min 09 s |
| 8  | Flandria-De Clerck          | + 3 min 13 s |
| 9  | Mercier-BP-Hutchinson       | + 3 min 26 s |
| 10 | Frimatic-Wolber-De Gribaldy | + 5 min 44 s |

### 4eétape,2esecteur
11-03-1968. Charlieu-Saint-Étienne, 135 km.
|    | Cycliste               | Équipe                      | Temps           |
| -- | ---------------------- | --------------------------- | --------------- |
| 1  | Valere Van Sweevelt    | Smith's                     | 3 h 21 min 40 s |
| 2  | Ferdinand Bracke       | Peugeot-BP-Michelin         | + 4 s           |
| 3  | René Grelin            | Frimatic-Wolber-De Gribaldy | + 1 min 11 s    |
| 4  | Antoon Houbrechts      | Flandria-De Clerck          | + 1 min 35 s    |
| 5  | Christian Raymond      | Peugeot-BP-Michelin         | m.t.            |
| 6  | Bernard Van Der Linde  | Peugeot-BP-Michelin         | m.t.            |
| 7  | Charly Grosskost       | Bic                         | + 1 min 38 s    |
| 8  | Gerard Vianen          | Caballero                   | + 1 min 42 s    |
| 9  | Roger Swerts           | Mercier-BP-Hutchinson       | + 1 min 45 s    |
| 10 | Georges Van Coningsloo | Peugeot-BP-Michelin         | + 1 min 47 s    |

### 5eétape
12-03-1968. Saint-Étienne-Bollène, 197 km.
|    | Cycliste            | Équipe                   | Temps           |
| -- | ------------------- | ------------------------ | --------------- |
| 1  | Jan Janssen         | Pelforth-Sauvage-Lejeune | 4 h 31 min 22 s |
| 2  | Jos van der Vleuten | Peugeot-BP-Michelin      | + 2 s           |
| 3  | Bernard Guyot       | Pelforth-Sauvage-Lejeune | + 3 min 08 s    |
| 4  | Charly Grosskost    | Bic                      | m.t.            |
| 5  | Willy Monty         | Pelforth-Sauvage-Lejeune | m.t.            |
| 6  | Ferdinand Bracke    | Peugeot-BP-Michelin      | m.t.            |
| 7  | Claude Guyot        | Pelforth-Sauvage-Lejeune | m.t.            |
| 8  | Rolf Wolfshohl      | Bic                      | m.t.            |
| 9  | Wilfried David      | Flandria-De Clerck       | m.t.            |
| 10 | Lucien Aimar        | Bic                      | m.t.            |

### 6eétape
13-03-1968. Pont-Saint-Esprit-Marignane, 212 km.
|    | Cycliste            | Équipe                      | Temps           |
| -- | ------------------- | --------------------------- | --------------- |
| 1  | Walter Godefroot    | Flandria-De Clerck          | 5 h 09 min 38 s |
| 2  | Guido Reybrouck     | Faema                       | m.t.            |
| 3  | Edward Sels         | Bic                         | m.t.            |
| 4  | Jan Janssen         | Pelforth-Sauvage-Lejeune    | m.t.            |
| 5  | Harry Steevens      | Willem II-Gazelle           | m.t.            |
| 6  | Valere Van Sweevelt | Smith's                     | m.t.            |
| 7  | Gerard Vianen       | Caballero                   | m.t.            |
| 8  | Michael Wright      | Bic                         | m.t.            |
| 9  | Roger Swerts        | Mercier-BP-Hutchinson       | m.t.            |
| 10 | Carmine Preziosi    | Frimatic-Wolber-De Gribaldy | m.t.            |

### 7eétape
14-03-1968. Marignane-Toulon, 129,5 km.
|    | Cycliste          | Équipe                      | Temps           |
| -- | ----------------- | --------------------------- | --------------- |
| 1  | Wilfried David    | Flandria-De Clerck          | 3 h 33 min 41 s |
| 2  | Rolf Wolfshohl    | Bic                         | + 20 s          |
| 3  | Marcel Maes       | Willem II-Gazelle           | + 2 '53"        |
| 4  | Jean-Louis Bodin  | Frimatic-Wolber-De Gribaldy | + 3 min 02 s    |
| 5  | Antoon Houbrechts | Flandria-De Clerck          | + 4 min 16 s    |
| 6  | Rolf Maurer       | Zimba-Automatic             | + 4 min 31 s    |
| 7  | Gilbert Bellone   | Mercier-BP-Hutchinson       | m.t.            |
| 8  | Edward Sels       | Bic                         | + 4 min 46 s    |
| 9  | Bernard Guyot     | Pelforth-Sauvage-Lejeune    | + 4 min 59 s    |
| 10 | Ferdinand Bracke  | Peugeot-BP-Michelin         | + 5 min 48 s    |

### 8eétape,1ersecteur
15-03-1968. Toulon-Antibes, 147 km.
|    | Cycliste            | Équipe                   | Temps           |
| -- | ------------------- | ------------------------ | --------------- |
| 1  | José Samyn          | Pelforth-Sauvage-Lejeune | 3 h 34 min 26 s |
| 2  | Marinus Wagtmans    | Willem II-Gazelle        | m.t.            |
| 3  | Lucien Aimar        | Bic                      | m.t.            |
| 4  | Julien Stevens      | Smith's                  | + 49 s          |
| 5  | Edward Sels         | Bic                      | + 1 min 05 s    |
| 6  | Jan Janssen         | Pelforth-Sauvage-Lejeune | m.t.            |
| 7  | Valere Van Sweevelt | Smith's                  | m.t.            |
| 8  | Harry Steevens      | Willem II-Gazelle        | m.t.            |
| 9  | Jo de Roo           | Willem II-Gazelle        | m.t.            |
| 10 | Roger Swerts        | Mercier-BP-Hutchinson    | m.t.            |

### 8eétape,2esecteur
15-03-1968. Antibes-Nice, 29,7 km (clm).
|    | Cycliste         | Équipe                      | Temps        |
| -- | ---------------- | --------------------------- | ------------ |
| 1  | Ferdinand Bracke | Peugeot-BP-Michelin         | 39 min 17 s  |
| 2  | Rolf Wolfshohl   | Bic                         | + 55 s       |
| 3  | Herman van Loo   | Willem II-Gazelle           | + 1 min 12 s |
| 4  | Rolf Maurer      | Zimba-Automatic             | + 1 min 34 s |
| 5  | Charly Grosskost | Bic                         | + 1 min 45 s |
| 6  | Bernard Guyot    | Pelforth-Sauvage-Lejeune    | + 1 min 46 s |
| 7  | Jacques Anquetil | Bic                         | + 1 min 49 s |
| 8  | Harry Steevens   | Wille II-Gazelle            | + 1 min 56 s |
| 9  | Jean-Louis Bodin | Frimatic-Wolber-De Gribaldy | + 2 min 02 s |
| 10 | Jan Janssen      | Pelforth-Sauvage-Lejeune    | 2 min 03 s   |

## Classements finals

### Classement général
|    | Cycliste          | Équipe                      | Temps            |
| -- | ----------------- | --------------------------- | ---------------- |
| 1  | Rolf Wolfshohl    | Bic                         | 34 h 42 min 21 s |
| 2  | Ferdinand Bracke  | Peugeot-BP-Michelin         | + 2 min 58 s     |
| 3  | Jean-Louis Bodin  | Frimatic-Wolber-De Gribaldy | + 5 min 12 s     |
| 4  | Bernard Guyot     | Pelforth-Sauvage-Lejeune    | + 5 min 40 s     |
| 5  | Jan Janssen       | Pelforth-Sauvage-Lejeune    | + 6 min 08 s     |
| 6  | Charly Grosskost  | Bic                         | + 6 min 22 s     |
| 7  | Lucien Aimar      | Bic                         | + 7 min 07 s     |
| 8  | Antoon Houbrechts | Flandria-De Clerck          | + 7 min 26 s     |
| 9  | Gilbert Bellone   | Mercier-BP-Hutchinson       | + 7 min 53 s     |
| 10 | Jacques Anquetil  | Bic                         | + 8 min 09 s     |